# Labicymbium
Labicymbium is een geslacht van spinnen uit de familie hangmatspinnen (Linyphiidae).

## Soorten
De volgende soorten zijn bij het geslacht ingedeeld:
- Labicymbium ambiguum Millidge, 1991
- Labicymbium auctum Millidge, 1991
- Labicymbium avium Millidge, 1991
- Labicymbium breve Millidge, 1991
- Labicymbium cognatum Millidge, 1991
- Labicymbium cordiforme Millidge, 1991
- Labicymbium curitiba Rodrigues, 2008
- Labicymbium dentichele Millidge, 1991
- Labicymbium exiguum Millidge, 1991
- Labicymbium fuscum Millidge, 1991
- Labicymbium jucundum Millidge, 1991
- Labicymbium majus Millidge, 1991
- Labicymbium montanum Millidge, 1991
- Labicymbium nigrum Millidge, 1991
- Labicymbium opacum Millidge, 1991
- Labicymbium otti Rodrigues, 2008
- Labicymbium rancho Ott & Lise, 1997
- Labicymbium rusticulum (Keyserling, 1891)
- Labicymbium sturmi Millidge, 1991
- Labicymbium sublestum Millidge, 1991